# Tao Michaëlis
Tao Romano Michaëlis (9. maj 1920 i Rom – 6. juni 1958 på Frederiksberg) var en dansk revyforfatter og skuespiller, der var søn af forfatteren Sophus Michaëlis.
Han blev student i 1939 og cand.mag. i klassisk filologi og religionshistorie i 1944.
Han leverede tekster til flere af Aage Stentofts revyer med Kjeld Petersen og Dirch Passer.
Nogle af de mere kendte er ”Tømmerflåden” og ”How Jazz was born”.
Han er begravet på Solbjerg Parkkirkegård på Frederiksberg. Hans søn, Bo Tao Michaëlis, er gymnasielærer, kulturjournalist og filmanmelder.